# Força Rada
Força Rada, ou Forças Especiais de Dissuasão,  (em árabe: وزارة الداخلية قـــوةْ الـــرَدَعْ الخـَــاصَـــةْ ) é uma unidade policial militar de operações especiais islamista radical madkhali formada em Trípoli, Líbia, com o objetivo de combater o crime estando focada em sequestros de alto nível, assassinatos, venda de drogas e álcool, contrabando de migrantes ilegais, tráfico de armas, contrabando de explosivos, ataques terroristas e conspirações. A falta de poder político e presença policial em Trípoli resultou na fundação desta unidade especial. Seu líder é Abdul Raouf Kara.
A Força Rada esteve envolvida no combate a atividades não islâmicas e dissidentes dentro de Trípoli, incluindo a luta contra o Exército Nacional Líbio.